# Кайгородов, Анатолий Дмитриевич
Анатолий Дмитриевич Кайгородов (21 октября [2 ноября] 1878, Санкт-Петербург — 18 июля 1945, Австрия) — русский живописец, пейзажист, член и экспонент Императорского общества русских акварелистов, Общества им. А. Куинджи, Товарищества передвижников.

## Биография

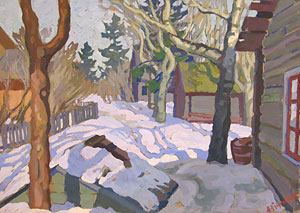
К весне. 1930-е.

Родился 21 октября (2 ноября) 1878 года в Санкт-Петербурге. Сын орнитолога Дмитрия Никифоровича Кайгородова (1846—1924). В 1896—1900 годах учился в Центральном училище технического рисования, затем в 1900—1902 в Академии художеств у А. Куинджи и В. Матэ. В 1903 окончил юридический факультет Санкт-Петербургского университета. В 1903—1905 продолжил обучение живописи за границей во Франции.
С 1900 участвовал в выставках. Писал преимущественно пейзажи. Работал в технике масляной и темперной живописи. Был членом-экспонентом Общества русских акварелистов (с 1901), Общества им. А. И. Куинджи (с 1909), ТПХВ (с 1917). В 1920—1939 годах жил в Эстонии, в 1939—1944 в Германии. В конце Второй мировой войны переехал в Австрию.
Произведения А. Д. Кайгородова находятся в ГРМ, в музеях и частных собраниях в России и за рубежом.
Жена А. Д. Кайгородова (брак в 1910) — Маргарита Карловна (урожденная Перре; 8.01.1891—23.02.1983), дочь профессора словесности Александровского лицея К. А. Перре. Она писала стихи и была участницей Русского литературного кружка, её стихотворение «Пушкин в Ревеле» (появившееся на свет благодаря недоразумению; на самом деле Пушкин в Ревеле не бывал) получило вторую премию на конкурсе эстонского альманаха «Витязь» в 1939 году. Супруги Кайгородовы были знакомы с Игорем Северянином, который в 1922 году писал о Маргарите: «Чудный человек. Душа, исполненная мистики», а в 1932 году аттестовал как «теософку».
Работы Анатолия Кайгородова хранятся во многих музейный и частных собраниях, в том числе, в художественной коллекции  московской усадьбы "Узкое".